# 飯島千鶴
飯島 千鶴（いいじま ちづる、1958年12月25日 - ）は日本のヴァイオリニスト。長野県においてヴァイオリンによる慈善活動、情操教育を行う第一人者。

## 人物
長野県長野市稲里町出身。3歳からヴァイオリンを始める。東邦音楽大学音楽部音楽学科を首席で卒業後、ロシアサンクトベテルブルグ音楽院マスターコース修了。
音楽は人を幸せにするという信念を元に全国北海道から沖縄まで、学校や施設で演奏する慈善活動と情操教育に力を注いでいる。行った学校、施設は数知れない。名声を得ることよりも人の心の薬としてヴァイオリンを弾き続けるヴァイオリニストとして長野市民新聞、信濃毎日新聞、長野市教育委員会学校だよりなどでも多く取り上げられている。　
ピアニストの中村紘子、羽田健太郎と親交が深い。

## 経歴
1995年草川信の未発表曲を世界初公開演奏し話題を集めた。
1998年5人組アンサンブル「マミードルチェ」を結成。
2003年ホクト文化ホール（旧長野県民文化会館）の初ソロリサイタルでは2000人を超える地元ファンが訪れた。
2006年軽井沢大賀ホールソロリサイタル。
2008年和歌山教育委員会主催のソロコンサートを毎年行っていたがその最中、2010年に和歌山県に台風9号による土石流が発生し甚大な被害をもたらした。その時もヴァイオリン一本で和歌山に出向き被災者の為に弾きに行ったという。
2010年アカペラグループ、デュークエイセスと共演。
2011年弁天さんのしだれ桜において野外コンサートを2016年まで毎年行う。
2015年2回目の大賀ホールソロリサイタルも立ち見が出る程の大盛況だった。
2015年6月小布施ミュージアムコンサートでアメリカ在住のピアニスト、マチココビアルカと共演。
2015年11月JA（農業協同組合）が開催する親族を亡くした家族の為のグリーフケア「虹の花束コンサート」に2017年まで毎年出演。
2015年12月長野市出身のピアニスト、山本貴志と共演。
現在もボランティア活動に精力的に取り組んでいる。